# Touch My Body
«Touch My Body» — песня американской певицы Мэрайи Кэри, выпущенная 12 февраля 2008 года в качестве первого сингла с альбома E=MC². Авторами являются Кристал Джонсон, Териус Нэш, Кристофер Стюарт и Мэрайя Кэри, последние два автора также являются продюсерами песни. Композиция имеет два основных смысла: первый раскрывает тему о сексуальных желаниях и фантазиях с возлюбленным, второй — шуточные предупреждения возлюбленному о возможных проблемах, если он станет источником слухов об отношениях.
В целом песня получила положительные рецензии музыкальных критиков; многие подчёркивали легкую мелодию и запоминающийся хук, однако, некоторые остались недовольны: по их мнению песня не смогла раскрыть вокальный диапазон певицы. «Touch My Body» стал восемнадцатым сольным хитом Мэрайи, сумевшим возглавить чарт Billboard Hot 100, что сделало певицу рекордсменкой по количеству хитов в истории Соединённых Штатов, обогнав предыдущий рекорд Элвиса Пресли. Песня пользовалась успехом и за пределами США: она вошла в пятёрку лучших синглов Италии, Японии, Новой Зеландии, Швейцарии и Великобритании.
Мэрайя Кэри выступила с песней на нескольких телевизионных шоу, представив её впервые на «Saturday Night Live». 25 апреля 2008 года певица спела на утреннем телевизионном шоу «Good Morning America», представив дополнительно две новые песни с альбома. Позже она появилась на премьере сезона «The Hills» американского телеканала MTV, а также спела попурри песни с «I’ll Be Lovin' U Long Time» на церемонии Teen Choice Awards. Дополнительно, песня была спета на британском шоу «The Sunday Night Project» и «The Paul O’Grady Show», в рамках немецкого шоу талантов «Deutschland sucht den Superstar», и позже была включена в список композиций концертного тура «Angels Advocate Tour», который проходил в Северной Америке с 2009 по 2010 годы.
На песню был снят музыкальный видеоклип, режиссёром которого стал Бретт Ратнер. Сюжет видео повествует о романтических фантазиях мастера по ремонту компьютеров, который посещает дом певицы. Мастер представляет, как он и Мэрайя проводят время вместе за игрой в автоматы, лазертаг, фрисби, устраивают бои подушками, в то время как Мэрайя демонстрирует своё тело, появляясь в откровенных нарядах. Видеоклип выиграл в номинациях «Лучшее комедийное видео» на церемонии BET Awards, «MTV Video Vanguard Award» на премии MTV Video Music Awards Japan. Кроме того, видело получило номинацию «Лучшее женское видео» на MTV Video Music Awards.

## Выпуск сингла
Песня была выбрана ведущим синглом нового альбома путём голосования продюсера L.A. Reid и команды музыкального лейбла Island Records. В одном из интервью Мэрайя Кэри сказала, что группа «решила начать продвижение альбома с быстрого темпа, и эта песня понравится каждому, потому что она забавная, симпатичная, сексуальная и сладкая».
12 февраля в 18:30 по восточному времени песня была передана в цифровом варианте для масштабной трансляции на радиостанциях США и дебютировала на радиостанции Лос-Анджелеса — Power 106. Премьера песни «Touch My Body» произошла раньше срока, в 16:00 на радиостанции B96 в Чикаго. 19 февраля 2008 года сингл «Touch My Body» был официально добавлен в списки воспроизведения большинства радиостанций США.
Мэрайя исполнила песню в программе Saturday Night Live 15 марта 2008 года, а также во время цифрового выпуска сингла, где она представила премьерную песню на MTV The Hills.

### Оценка критиков
Обзоры критиков относительно этой песни были положительными. Журнал Billboard был весьма позитивен, описывая песню, как «это 100 % чувственная работа Мэрайи, окруженная гармоничными партиями и фоном бэк-вокала, незабываемыми куплетами и припевами. Эта песня бросает вызов победе!», и журнал «Blender» охарактеризовал эту песню как «Популярная гениальность делает гениальность популярной». Критик Билл Лэмб из журнала «About.com» так же положительно охарактеризовал «Touch My Body», и дал 4 из 5 звёзд, заявляя что этот сингл «является простой сексуальной элегантностью от одной из самых популярных и устойчивых звезд». Газета Newsday назвала сингл «Песней недели», комментируя это как "открытие лучшего сингла со времён «Heartbreaker». Журнал Digital Spy так же тепло отозвался о сингле: «Это воркующее чувственное очарование скоро захватит всех, как ветер позади триумфального возвращения Мэрайи».
Не все критики отнеслись к синглу «Touch My Body» положительно. Критик журнала «Slant Magazine» Сэл Синквэмени сказал, что «песне не хватает энергии, которая сопутствовала „Возвращению Голоса“ три года назад, но и остались прежние вокальные особенности, учитывая все характеристики —- это музыка современной Мэрайи». Журнал «Rolling Stone» присудил синглу 3.5 звезды из пяти, в выпуске 6 марта 2008 года, они почувствовали что «Легендарный диапазон Мэрайи исполняет гипергрязный сингл, притупленный в пользу чрезвычайно-тяжелой цифровой моды, но это ловкий курс, ориентированный по большей части на молодёжь».

## Дебют в чартах
После шестичасового дебюта «Touch My Body» был добавлен в Billboard Hot R&B/Hip-Hop Songs чарт на 78 место. Через неделю сингл дебютировал на 57 месте в чарте Billboard Hot 100, как «горячий выстрел». «Touch My Body» вошёл в канадский чарт Canadian Hot 100 на 97 место и позже занял максимальное —- второе.
После выпуска цифрового сигла 2 апреля 2008 года, было объявлено о том, что «Touch My Body» стал восемнадцатым хитом #1, согласно чарту Billboard Hot 100 — Мэрайя занимает второе место среди артистов с наибольшим числом хитов номер один — «Битлз», и первое — среди сольных исполнителей, превосходя Элвиса Пресли.

## Видео
Мэрайя сообщила, что Бретт Ратнер был приглашен для режиссирования и съемки видео, потому что он уже работал с ней в клипах «I Still Believe», «Heartbreaker», «Thank God I Found You», «It’s like That», и «We Belong Together». Бретт в интервью с AllHipHop.com сказал, «Мэрайя находится на музыкальной вершине и выглядит как никогда лучше… Это будет наша шестая совместная работа, мы уже сотрудничали и создавали отличные видеоклипы, такие же как и её музыка. Видео для „Touch My Body“ — прекрасная комбинация фантазии и комедии с Мерайей, которая выглядит как никогда лучше». Съемки видео проходили в доме Ленни Кравица. В главной роли так же снимался Джек Макбрайер из комедийного сериала 30 Rock, который играл фаната Мэрайи. 27 февраля 2008 года Мэрайя появилась в программах MTV — TRL и BET — 106 & Park в честь премьеры видео «Touch My Body»; BET транслировал новый видеоклип каждый час, час за часом. 5 марта видео «Touch My Body» дебютировало под номером один в хит параде MTV — TRL, и 14 марта под номером 1 в чарте BET 106 & Park — «Горячая десятка». Клип был выдвинут в номинацию «Лучшее комическое видео» в церемонии 2008 года BET Awards.

## Список композиций и форматы
| Европейское издание, 12-дюймовый виниловый диск (picture disc)(1766281) - A1 «Touch My Body» (Radio Edit) — 3:27 - A2 «Touch My Body» (Craig C’s Radio Edit) — 4:02 - A3 «Touch My Body» (Instrumental) — 3:27 - B1 «Touch My Body» (Seamus Haji Club Mix) — 9:43 Европейский промо CD сингл (MCTOUCHCDX1) 1. «Touch My Body» (Radio Edit) — 3:27 2. «Touch My Body» (Seamus Haji Radio Edit) — 3:54 3. «Touch My Body» (Craig C’s Radio Edit) — 4:02 4. «Touch My Body» (Seamus Haji Club Mix) — 9:48 5. «Touch My Body» (Craig C’s Club Mix) — 9:56 Японский CD сингл (UICL-5024) 1. «Touch My Body» (Radio Edit) — 3:27 2. «Touch My Body» (Remix feat. The-Dream) 3. «Touch My Body» (Seamus Haji Club Mix) — 9:48 | CD сингл #1 для Великобритании (1766284/285) 1. «Touch My Body» (Radio Edit) — 3:27 2. «Touch My Body» (Seamus Haji Radio Edit) — 3:54 CD сингл #1 для Великобритании (1766284/285) 1. «Touch My Body» (Radio Edit) — 3:27 2. «Touch My Body» (Remix feat. The-Dream) 3. «Touch My Body» (Seamus Haji Club Mix) — 9:48 4. «Touch My Body» (Video) Промо CD сингл для США (ISLR16880-2) 1. «Touch My Body» (Seamus Haji Radio Edit) — 3:54 2. «Touch My Body» (Craig C’s Radio Edit) — 4:02 3. «Touch My Body» (Subkulcha Radio Edit) — 4:34 4. «Touch My Body» (Seamus Haji Club Mix) — 9:48 5. «Touch My Body» (Craig C’s Club Mix) — 9:56 6. «Touch My Body» (Subkulcha Remix) — 7:00 7. «Touch My Body» (Seamus Haji Dub) — 8:38 8. «Touch My Body» (Craig C’s Dub) — 7:58 |

## Официальные версии
- Album Version (3:25)
- Radio Edit (3:27)
- Instrumental (3:27)
- Remix (feat. Rick Ross & The-Dream) (4:19)
- Love/Hate Remix feat. The Dream (3:31)
- Seamus Haji Club Mix (9:48)
- Seamus Haji Radio Edit (3:54)
- Seamus Haji Dub (8:38)
- Craig C’s Club Mix (9:56)
- Craig C’s Radio Edit (4:02)
- Craig C’s Dub (7:58)
- Subkulcha Remix (7:00)
- Subkulcha Radio Edit (4:34)

## Хронология релиза
| Region         | Date                                                              |
| -------------- | ----------------------------------------------------------------- |
| США            | 19 февраля 2008 (Радио) 24 марта 2008 (iTunes, цифровые загрузки) |
| Европа         | 28 марта 2008                                                     |
| Великобритания | 31 марта 2008                                                     |
| Япония         | 2 апреля 2008                                                     |
| Тайвань        | 8 апреля 2008                                                     |

## Позиции в чартах
| Страна (2008)                    | Место |
| -------------------------------- | ----- |
| Австралия                        | 17    |
| Австрия                          | 10    |
| Бельгия Ультра ТОП 50 (Фландрия) | 14    |
| Канада Billboard                 | 2     |
| Дания                            | 20    |
| Европейской объединенный чарт    | 3     |
| Греция                           | 9     |
| Германия                         | 6     |
| Индия                            | 4     |
| Италия                           | 5     |
| Япония                           | 1     |
| Ирландия                         | 13    |
| Новая Зеландия                   | 3     |

| Страна (2008)                       | Место |
| ----------------------------------- | ----- |
| Норвегия                            | 10    |
| Польша                              | 14    |
| Португалия                          | 11    |
| Румыния                             | 1     |
| Швеция                              | 21    |
| Швейцария                           | 3     |
| Турция Billboard                    | 6     |
| Тайвань                             | 2     |
| США Billboard Hot 100               | 1     |
| США Billboard Hot R&B/Hip-Hop Songs | 2     |
| США Billboard Pop 100               | 1     |
| Великобритания                      | 5     |